# HD 101980
HD 101980，又名BD+26 2250，SAO 81960、HR 4512，是一颗恒星，视星等为6.02，位于銀經216.37，銀緯74.81，其B1900.0坐标为赤經11h 39m 0.8s，赤緯+25° 74.81′ 23″。